# Interlands Grieks voetbalelftal 2010-2019
Deze pagina toont een chronologisch en gedetailleerd overzicht van de interlands die het Grieks voetbalelftal speelde in de periode 2010 – 2019.

## Interlands

### 2010
|                                                              |             |                                     |         |                                                                                      |
| 3 maart Vriendschappelijk № 496 «onderlinge duels» 16:00 uur | Griekenland | 0 – 2                               | Senegal | Panthessalikostadion, Volos Toeschouwers: 10.000 Scheidsrechter: Damir Skomina (SLO) |
| 3 maart Vriendschappelijk № 496 «onderlinge duels» 16:00 uur |             | 71' Mamadou Niang 80' Guirane N'Daw |         | Panthessalikostadion, Volos Toeschouwers: 10.000 Scheidsrechter: Damir Skomina (SLO) |

|                                                             |                                              |       |                                 |                                                                                        |
| 25 mei Vriendschappelijk № 497 «onderlinge duels» 20:00 uur | Griekenland                                  | 2 – 2 | Noord-Korea                     | Cashpoint Arena, Altach Toeschouwers: 3.000 Scheidsrechter: Robert Schörgenhofer (AUT) |
| 25 mei Vriendschappelijk № 497 «onderlinge duels» 20:00 uur | Kostas Katsouranis 2' Angelos Charisteas 48' |       | 24' Tae-Se Jong 51' Tae-Se Jong | Cashpoint Arena, Altach Toeschouwers: 3.000 Scheidsrechter: Robert Schörgenhofer (AUT) |

|                                                             |             |                                   |          |                                                                                               |
| 2 juni Vriendschappelijk № 498 «onderlinge duels» 19:00 uur | Griekenland | 0 – 2                             | Paraguay | Stadion Schützenwiese, Winterthur Toeschouwers: 5.200 Scheidsrechter: Claudio Circhetta (SUI) |
| 2 juni Vriendschappelijk № 498 «onderlinge duels» 19:00 uur |             | 9' Enrique Vera 25' Lucas Barrios |          | Stadion Schützenwiese, Winterthur Toeschouwers: 5.200 Scheidsrechter: Claudio Circhetta (SUI) |

| WK voetbal 2010 |
| --------------- |

|                                                                 |                                  |           |             | |
| 12 juni WK-eindronde Groep B № 499 «onderlinge duels» 13:30 uur | Zuid-Korea                       | 2 – 0     | Griekenland | Nelson Mandelabaai Stadion, Port Elizabeth Toeschouwers: 31.513 Scheidsrechter: Michael Hester (NZL) |
| 12 juni WK-eindronde Groep B № 499 «onderlinge duels» 13:30 uur | Lee Jung-Soo 7' Park Ji-sung 53' | (details) |             | Nelson Mandelabaai Stadion, Port Elizabeth Toeschouwers: 31.513 Scheidsrechter: Michael Hester (NZL) |

|                                                                 |                                                |           |               |                                                                                     |
| 17 juni WK-eindronde Groep B № 500 «onderlinge duels» 16:00 uur | Griekenland                                    | 2 – 1     | Nigeria       | Vrystaatstadion, Bloemfontein Toeschouwers: 31.593 Scheidsrechter: Óscar Ruiz (COL) |
| 17 juni WK-eindronde Groep B № 500 «onderlinge duels» 16:00 uur | Dimitrios Salpigidis 44' Vasilis Torosidis 71' | (details) | 16' Kalu Uche | Vrystaatstadion, Bloemfontein Toeschouwers: 31.593 Scheidsrechter: Óscar Ruiz (COL) |

|                                                                 |             |           |                                          |                                                                                            |
| 22 juni WK-eindronde Groep B № 501 «onderlinge duels» 20:30 uur | Griekenland | 0 – 2     | Argentinië                               | Peter Mokaba Stadion, Polokwane Toeschouwers: 35.000 Scheidsrechter: Ravshan Irmatov (UZB) |
| 22 juni WK-eindronde Groep B № 501 «onderlinge duels» 20:30 uur |             | (details) | 77' Martín Demichelis 89' Martín Palermo | Peter Mokaba Stadion, Polokwane Toeschouwers: 35.000 Scheidsrechter: Ravshan Irmatov (UZB) |

|  |  |  |  |  |  |  |  |  |

|                                                                  |        |                          |             |                                                                                         |
| 11 augustus Vriendschappelijk № 502 «onderlinge duels» 20:30 uur | Servië | 0 – 1                    | Griekenland | Stadion Partizan, Belgrado Toeschouwers: 10.000 Scheidsrechter: Fernando Teixeira (ESP) |
| 11 augustus Vriendschappelijk № 502 «onderlinge duels» 20:30 uur |        | 45' Dimitrios Salpigidis |             | Stadion Partizan, Belgrado Toeschouwers: 10.000 Scheidsrechter: Fernando Teixeira (ESP) |

|                                                                        |                       |       |                         |                                                                                                   |
| 3 september EK-kwalificatie Groep F № 503 «onderlinge duels» 20:45 uur | Griekenland           | 1 – 1 | Georgië                 | Georgios Karaiskákisstadion, Piraeus Toeschouwers: 14.794 Scheidsrechter: Carlos Clos Gómez (ESP) |
| 3 september EK-kwalificatie Groep F № 503 «onderlinge duels» 20:45 uur | Nikos Spiropoulos 72' |       | 3' Vladimir Dvalisjvili | Georgios Karaiskákisstadion, Piraeus Toeschouwers: 14.794 Scheidsrechter: Carlos Clos Gómez (ESP) |

|                                                                        |         |       |             |                                                                                    |
| 7 september EK-kwalificatie Groep F № 504 «onderlinge duels» 20:30 uur | Kroatië | 0 – 0 | Griekenland | Maksimirstadion, Zagreb Toeschouwers: 24.399 Scheidsrechter: Claus Bo Larsen (DEN) |
| 7 september EK-kwalificatie Groep F № 504 «onderlinge duels» 20:30 uur |         |       |             | Maksimirstadion, Zagreb Toeschouwers: 24.399 Scheidsrechter: Claus Bo Larsen (DEN) |

|                                                                      |                         |       |         |                                                                                                |
| 8 oktober EK-kwalificatie Groep F № 505 «onderlinge duels» 19:45 uur | Griekenland             | 1 – 0 | Letland | Georgios Karaiskákisstadion, Piraeus Toeschouwers: 13.520 Scheidsrechter: Antonio Damato (ITA) |
| 8 oktober EK-kwalificatie Groep F № 505 «onderlinge duels» 19:45 uur | Vassilios Torosidis 58' |       |         | Georgios Karaiskákisstadion, Piraeus Toeschouwers: 13.520 Scheidsrechter: Antonio Damato (ITA) |

|                                                                       |                                                        |       |                   |                                                                                                |
| 12 oktober EK-kwalificatie Groep F № 506 «onderlinge duels» 19:45 uur | Griekenland                                            | 2 – 1 | Israël            | Georgios Karaiskákisstadion, Piraeus Toeschouwers: 16.935 Scheidsrechter: Martin Hansson (SWE) |
| 12 oktober EK-kwalificatie Groep F № 506 «onderlinge duels» 19:45 uur | Dimitrios Salpigidis 22' Giorgos Karagounis 63' (pen.) |       | 59' Itay Shechter | Georgios Karaiskákisstadion, Piraeus Toeschouwers: 16.935 Scheidsrechter: Martin Hansson (SWE) |

|                                                                  |                     |       |                                          |                                                                                     |
| 17 november Vriendschappelijk № 507 «onderlinge duels» 20:30 uur | Oostenrijk          | 1 – 2 | Griekenland                              | Ernst Happel Stadion, Wenen Toeschouwers: 16.200 Scheidsrechter: Sascha Kever (SUI) |
| 17 november Vriendschappelijk № 507 «onderlinge duels» 20:30 uur | Christian Fuchs 67' |       | 49' Georgios Samaras 81' Giorgos Fotakis | Ernst Happel Stadion, Wenen Toeschouwers: 16.200 Scheidsrechter: Sascha Kever (SUI) |

### 2011
|                                                                 |                         |       |        |                                                                                   |
| 9 februari Vriendschappelijk № 508 «onderlinge duels» 16:00 uur | Griekenland             | 1 – 0 | Canada | AEL FC Arena, Larisa Toeschouwers: 14.800 Scheidsrechter: Svein Oddvar Moen (NOR) |
| 9 februari Vriendschappelijk № 508 «onderlinge duels» 16:00 uur | Ioannis Fetfatzidis 63' |       |        | AEL FC Arena, Larisa Toeschouwers: 14.800 Scheidsrechter: Svein Oddvar Moen (NOR) |

|                                                                     |       |                         |             |                                                                                     |
| 26 maart EK-kwalificatie Groep F № 509 «onderlinge duels» 19:30 uur | Malta | 0 – 1                   | Griekenland | Ta' Qalistadion, Ta' Qali Toeschouwers: 10.605 Scheidsrechter: Michael Weiner (GER) |
| 26 maart EK-kwalificatie Groep F № 509 «onderlinge duels» 19:30 uur |       | 90' Vassilios Torosidis |             | Ta' Qalistadion, Ta' Qali Toeschouwers: 10.605 Scheidsrechter: Michael Weiner (GER) |

|                                                               |             |       |       |                                                                                                 |
| 29 maart Vriendschappelijk № 510 «onderlinge duels» 20:30 uur | Griekenland | 0 – 0 | Polen | Georgios Karaiskákisstadion, Piraeus Toeschouwers: 12.000 Scheidsrechter: Martin Atkinson (ENG) |
| 29 maart Vriendschappelijk № 510 «onderlinge duels» 20:30 uur |             |       |       | Georgios Karaiskákisstadion, Piraeus Toeschouwers: 12.000 Scheidsrechter: Martin Atkinson (ENG) |

|                                                                   |                                                                          |       |                    |                                                                                           |
| 4 juni EK-kwalificatie Groep F № 511 «onderlinge duels» 19:30 uur | Griekenland                                                              | 3 – 1 | Malta              | Georgios Karaiskákisstadion, Piraeus Toeschouwers: 14.750 Scheidsrechter: Pawel Gil (POL) |
| 4 juni EK-kwalificatie Groep F № 511 «onderlinge duels» 19:30 uur | Ioannis Fetfatzidis 8' Kyriakos Papadopoulos 26' Ioannis Fetfatzidis 64' |       | 54' Michael Mifsud | Georgios Karaiskákisstadion, Piraeus Toeschouwers: 14.750 Scheidsrechter: Pawel Gil (POL) |

|                                                   |                    |       |                        |                                                                             |
| 8 juni Vriendschappelijk № 512 «onderlinge duels» | Ecuador            | 1 – 1 | Griekenland            | Citi Field, New York Toeschouwers: 39.656 Scheidsrechter: Mark Geiger (USA) |
| 8 juni Vriendschappelijk № 512 «onderlinge duels» | Frickson Erazo 58' |       | 16' Alexandros Tziolis | Citi Field, New York Toeschouwers: 39.656 Scheidsrechter: Mark Geiger (USA) |

|                                                                  |                       |       |             |                                                                                      |
| 10 augustus Vriendschappelijk № 513 «onderlinge duels» 20:00 uur | Bosnië en Herzegovina | 0 – 0 | Griekenland | Koševo Stadion, Sarajevo Toeschouwers: 12.000 Scheidsrechter: Nikola Dabanović (MNE) |
| 10 augustus Vriendschappelijk № 513 «onderlinge duels» 20:00 uur |                       |       |             | Koševo Stadion, Sarajevo Toeschouwers: 12.000 Scheidsrechter: Nikola Dabanović (MNE) |

|                                                                        |        |                   |             |                                                                                      |
| 2 september EK-kwalificatie Groep F № 514 «onderlinge duels» 15:05 uur | Israël | 0 – 1             | Griekenland | Bloomfieldstadion, Tel Aviv Toeschouwers: 13.100 Scheidsrechter: Craig Thomson (SCO) |
| 2 september EK-kwalificatie Groep F № 514 «onderlinge duels» 15:05 uur |        | 60' Sotiris Ninis |             | Bloomfieldstadion, Tel Aviv Toeschouwers: 13.100 Scheidsrechter: Craig Thomson (SCO) |

|                                                                        |                      |       |                           |                                                                                 |
| 6 september EK-kwalificatie Groep F № 515 «onderlinge duels» 19:30 uur | Letland              | 1 – 1 | Griekenland               | Skontostadion, Riga Toeschouwers: 5.415 Scheidsrechter: Stanislav Todorov (BUL) |
| 6 september EK-kwalificatie Groep F № 515 «onderlinge duels» 19:30 uur | Aleksandrs Cauņa 19' |       | 84' Kyriakos Papadopoulos | Skontostadion, Riga Toeschouwers: 5.415 Scheidsrechter: Stanislav Todorov (BUL) |

|                                                                      |                                          |       |         |                                                                                             |
| 7 oktober EK-kwalificatie Groep F № 516 «onderlinge duels» 20:45 uur | Griekenland                              | 2 – 0 | Kroatië | Georgios Karaiskákisstadion, Piraeus Toeschouwers: 27.200 Scheidsrechter: Howard Webb (ENG) |
| 7 oktober EK-kwalificatie Groep F № 516 «onderlinge duels» 20:45 uur | Georgios Samaras 71' Theofanis Gekas 79' |       |         | Georgios Karaiskákisstadion, Piraeus Toeschouwers: 27.200 Scheidsrechter: Howard Webb (ENG) |

|                                                                       |                      |       |                                             |                                                                                         |
| 11 oktober EK-kwalificatie Groep F № 517 «onderlinge duels» 18:00 uur | Georgië              | 1 – 2 | Griekenland                                 | Micheil Meschistadion, Tbilisi Toeschouwers: 7.824 Scheidsrechter: Daniele Orsato (ITA) |
| 11 oktober EK-kwalificatie Groep F № 517 «onderlinge duels» 18:00 uur | David Targamadze 19' |       | 79' Georgios Fotakis 84' Angelos Charisteas | Micheil Meschistadion, Tbilisi Toeschouwers: 7.824 Scheidsrechter: Daniele Orsato (ITA) |

|                                                                  |                        |       |                   |                                                                                              |
| 11 november Vriendschappelijk № 518 «onderlinge duels» 20:30 uur | Griekenland            | 1 – 1 | Rusland           | Georgios Karaiskakisstadion, Piraeus Toeschouwers: 10.000 Scheidsrechter: Tony Chapron (FRA) |
| 11 november Vriendschappelijk № 518 «onderlinge duels» 20:30 uur | Kostas Katsouranis 60' |       | 2' Roman Sjirokov | Georgios Karaiskakisstadion, Piraeus Toeschouwers: 10.000 Scheidsrechter: Tony Chapron (FRA) |

|                                                                  |                        |       |                                                             |                                                                              |
| 15 november Vriendschappelijk № 519 «onderlinge duels» 20:45 uur | Griekenland            | 1 – 3 | Roemenië                                                    | Cashpoint Arena, Altach Toeschouwers: 800 Scheidsrechter: Thomas Gangl (AUT) |
| 15 november Vriendschappelijk № 519 «onderlinge duels» 20:45 uur | Giorgos Karagounis 34' |       | 17' Gabriel Torje 61' Cristian Tănase 81' Alexandru Chipciu | Cashpoint Arena, Altach Toeschouwers: 800 Scheidsrechter: Thomas Gangl (AUT) |

### 2012
|                                                                  |                         |       |                  |                                                                                           |
| 29 februari Vriendschappelijk № 520 «onderlinge duels» 20:30 uur | Griekenland             | 1 – 1 | België           | Pankritio Stadion, Heraklion Toeschouwers: 15.000 Scheidsrechter: Daniel Stålhammar (SWE) |
| 29 februari Vriendschappelijk № 520 «onderlinge duels» 20:30 uur | Dimitrios Salpigidis 9' |       | 32' Nacer Chadli | Pankritio Stadion, Heraklion Toeschouwers: 15.000 Scheidsrechter: Daniel Stålhammar (SWE) |

|                                                             |                      |       |                   |                                                                                         |
| 26 mei Vriendschappelijk № 521 «onderlinge duels» 20:30 uur | Griekenland          | 1 – 1 | Slovenië          | Kufstein-Arena, Kufstein Toeschouwers: 2.000 Scheidsrechter: Robert Schörgenhofer (AUT) |
| 26 mei Vriendschappelijk № 521 «onderlinge duels» 20:30 uur | Vasilis Torosidis 8' |       | 87' Jasmin Kurtić | Kufstein-Arena, Kufstein Toeschouwers: 2.000 Scheidsrechter: Robert Schörgenhofer (AUT) |

|                                                             |         |                           |             |                                                                                   |
| 31 mei Vriendschappelijk № 522 «onderlinge duels» 20:30 uur | Armenië | 0 – 1                     | Griekenland | Kufstein-Arena, Kufstein Toeschouwers: 600 Scheidsrechter: Alexander Harkam (AUT) |
| 31 mei Vriendschappelijk № 522 «onderlinge duels» 20:30 uur |         | 24' Kyriakos Papadopoulos |             | Kufstein-Arena, Kufstein Toeschouwers: 600 Scheidsrechter: Alexander Harkam (AUT) |

| EK voetbal 2012 |
| --------------- |

|                                                                |                        |       |                          |                                                                                       |
| 8 juni EK-eindronde Groep A № 523 «onderlinge duels» 18:00 uur | Polen                  | 1 – 1 | Griekenland              | Nationaal Stadion, Warschau Toeschouwers: 56.070 Scheidsrechter: Carlos Velasco (ESP) |
| 8 juni EK-eindronde Groep A № 523 «onderlinge duels» 18:00 uur | Robert Lewandowski 17' |       | 51' Dimitrios Salpigidis | Nationaal Stadion, Warschau Toeschouwers: 56.070 Scheidsrechter: Carlos Velasco (ESP) |

|                                                                 |                                 |       |                 |                                                                                     |
| 12 juni EK-eindronde Groep A № 524 «onderlinge duels» 18:00 uur | Tsjechië                        | 2 – 1 | Griekenland     | Stadion Miejski, Wroclaw Toeschouwers: 41.105 Scheidsrechter: Stéphane Lannoy (FRA) |
| 12 juni EK-eindronde Groep A № 524 «onderlinge duels» 18:00 uur | Petr Jiráček 3' Václav Pilař 6' |       | 53' Fanis Gekas | Stadion Miejski, Wroclaw Toeschouwers: 41.105 Scheidsrechter: Stéphane Lannoy (FRA) |

|                                                                 |                          |       |         |                                                                                       |
| 16 juni EK-eindronde Groep A № 525 «onderlinge duels» 20:45 uur | Griekenland              | 1 – 0 | Rusland | Nationaal Stadion, Warschau Toeschouwers: 55.614 Scheidsrechter: Jonas Eriksson (SWE) |
| 16 juni EK-eindronde Groep A № 525 «onderlinge duels» 20:45 uur | Giorgos Karagounis 45+2' |       |         | Nationaal Stadion, Warschau Toeschouwers: 55.614 Scheidsrechter: Jonas Eriksson (SWE) |

|                                                                     |                                                                     |       |                                                      |                                                                            |
| 22 juni EK-eindronde Kwartfinale № 526 «onderlinge duels» 20:45 uur | Duitsland                                                           | 4 – 2 | Griekenland                                          | PGE Arena, Gdańsk Toeschouwers: 38.751 Scheidsrechter: Damir Skomina (SLO) |
| 22 juni EK-eindronde Kwartfinale № 526 «onderlinge duels» 20:45 uur | Philipp Lahm 39' Sami Khedira 61' Miroslav Klose 68' Marco Reus 74' |       | 53' Georgios Samaras 89' (pen.) Dimitrios Salpigidis | PGE Arena, Gdańsk Toeschouwers: 38.751 Scheidsrechter: Damir Skomina (SLO) |

|  |  |  |  |  |  |  |  |  |

|                                                                  |                                         |       |                                                                       |                                                                              |
| 15 augustus Vriendschappelijk № 527 «onderlinge duels» 20:00 uur | Noorwegen                               | 2 – 3 | Griekenland                                                           | Ullevaal Stadion, Oslo Toeschouwers: 13.680 Scheidsrechter: Alan Kelly (IRL) |
| 15 augustus Vriendschappelijk № 527 «onderlinge duels» 20:00 uur | Brede Hangeland 13' John Arne Riise 75' |       | 7' Vassilios Torosidis 11' Kyriakos Papadopoulos 56' Kostas Mitroglou | Ullevaal Stadion, Oslo Toeschouwers: 13.680 Scheidsrechter: Alan Kelly (IRL) |

|                                                                        |                             |       |                                           |                                                                          |
| 7 september WK-kwalificatie Groep G № 528 «onderlinge duels» 19:30 uur | Letland                     | 1 – 2 | Griekenland                               | Skontostadion, Riga Toeschouwers: 7.956 Scheidsrechter: Ivan Bebek (CRO) |
| 7 september WK-kwalificatie Groep G № 528 «onderlinge duels» 19:30 uur | Aleksandrs Cauņa 42' (pen.) |       | 57' Nikos Spyropoulos 69' Theofanis Gekas | Skontostadion, Riga Toeschouwers: 7.956 Scheidsrechter: Ivan Bebek (CRO) |

|                                                                         |                                        |       |          |                                                                                               |
| 11 september WK-kwalificatie Groep G № 529 «onderlinge duels» 20:45 uur | Griekenland                            | 2 – 0 | Litouwen | Georgios Karaiskakisstadion, Piraeus Toeschouwers: 21.466 Scheidsrechter: Mark Courtney (NIR) |
| 11 september WK-kwalificatie Groep G № 529 «onderlinge duels» 20:45 uur | Sotiris Ninis 55' Kostas Mitroglou 72' |       |          | Georgios Karaiskakisstadion, Piraeus Toeschouwers: 21.466 Scheidsrechter: Mark Courtney (NIR) |

|                                                                       |             |       |                       |                                                                                                |
| 12 oktober WK-kwalificatie Groep G № 530 «onderlinge duels» 20:45 uur | Griekenland | 0 – 0 | Bosnië en Herzegovina | Georgios Karaiskakisstadion, Piraeus Toeschouwers: 28.000 Scheidsrechter: Antonio Damato (ITA) |
| 12 oktober WK-kwalificatie Groep G № 530 «onderlinge duels» 20:45 uur |             |       |                       | Georgios Karaiskakisstadion, Piraeus Toeschouwers: 28.000 Scheidsrechter: Antonio Damato (ITA) |

|                                                                       |           |                          |             |                                                                                       |
| 16 oktober WK-kwalificatie Groep G № 531 «onderlinge duels» 20:30 uur | Slowakije | 0 – 1                    | Griekenland | Štadión Pasienky, Bratislava Toeschouwers: 4.012 Scheidsrechter: William Collum (SCO) |
| 16 oktober WK-kwalificatie Groep G № 531 «onderlinge duels» 20:30 uur |           | 63' Dimitrios Salpigidis |             | Štadión Pasienky, Bratislava Toeschouwers: 4.012 Scheidsrechter: William Collum (SCO) |

|                                                                  |         |                  |             |                                                                                     |
| 14 november Vriendschappelijk № 532 «onderlinge duels» 20:45 uur | Ierland | 0 – 1            | Griekenland | Avivastadion, Dublin Toeschouwers: 16.256 Scheidsrechter: Eitan Shemeulevitch (ISR) |
| 14 november Vriendschappelijk № 532 «onderlinge duels» 20:45 uur |         | 29' José Holebas |             | Avivastadion, Dublin Toeschouwers: 16.256 Scheidsrechter: Eitan Shemeulevitch (ISR) |

### 2013
|                                                                 |             |       |             |                                                                                                  |
| 6 februari Vriendschappelijk № 533 «onderlinge duels» 20:30 uur | Griekenland | 0 – 0 | Zwitserland | Georgios Karaiskákis Stadion, Piraeus Toeschouwers: 13.000 Scheidsrechter: Alberto Undiano (ESP) |
| 6 februari Vriendschappelijk № 533 «onderlinge duels» 20:30 uur |             |       |             | Georgios Karaiskákis Stadion, Piraeus Toeschouwers: 13.000 Scheidsrechter: Alberto Undiano (ESP) |

|                                                                     |                                                  |       |                   |                                                                               |
| 22 maart WK-kwalificatie Groep G № 534 «onderlinge duels» 20:45 uur | Bosnië en Herzegovina                            | 3 – 1 | Griekenland       | Bilino Polje, Zenica Toeschouwers: 13.000 Scheidsrechter: Björn Kuipers (NED) |
| 22 maart WK-kwalificatie Groep G № 534 «onderlinge duels» 20:45 uur | Edin Džeko 30' Vedad Ibišević 36' Edin Džeko 54' |       | 90+3' Fanis Gekas | Bilino Polje, Zenica Toeschouwers: 13.000 Scheidsrechter: Björn Kuipers (NED) |

|                                                                   |          |                                |             |                                                                                     |
| 7 juni WK-kwalificatie Groep G № 535 «onderlinge duels» 20:45 uur | Litouwen | 0 – 1                          | Griekenland | LFF-stadion, Vilnius Toeschouwers: 8.500 Scheidsrechter: Olegário Benquerença (POR) |
| 7 juni WK-kwalificatie Groep G № 535 «onderlinge duels» 20:45 uur |          | 20' Lazaros Christodoulopoulos |             | LFF-stadion, Vilnius Toeschouwers: 8.500 Scheidsrechter: Olegário Benquerença (POR) |

|                                                                  |            |                                           |             |                                                                                   |
| 14 augustus Vriendschappelijk № 536 «onderlinge duels» 20:30 uur | Oostenrijk | 0 – 2                                     | Griekenland | Red Bull Arena, Salzburg Toeschouwers: 23.400 Scheidsrechter: Richard Trutz (SVK) |
| 14 augustus Vriendschappelijk № 536 «onderlinge duels» 20:30 uur |            | 39' Kostas Mitroglou 67' Kostas Mitroglou |             | Red Bull Arena, Salzburg Toeschouwers: 23.400 Scheidsrechter: Richard Trutz (SVK) |

|                                                                        |               |                      |             |                                                                                     |
| 6 september WK-kwalificatie Groep G № 537 «onderlinge duels» 20:45 uur | Liechtenstein | 0 – 1                | Griekenland | Rheinparkstadion, Vaduz Toeschouwers: 2.680 Scheidsrechter: Stanislav Todorov (BUL) |
| 6 september WK-kwalificatie Groep G № 537 «onderlinge duels» 20:45 uur |               | 72' Kostas Mitroglou |             | Rheinparkstadion, Vaduz Toeschouwers: 2.680 Scheidsrechter: Stanislav Todorov (BUL) |

|                                                               |                          |       |         | |
| 10 september WK-kwalificatie Groep G № 538 «onderlinge duels» | Griekenland              | 1 – 0 | Letland | Georgios Karaiskákisstadion, Piraeus Toeschouwers: 18.983 Scheidsrechter: Kristinn Jakobsson (ISL) |
| 10 september WK-kwalificatie Groep G № 538 «onderlinge duels» | Dimitrios Salpigidis 58' |       |         | Georgios Karaiskákisstadion, Piraeus Toeschouwers: 18.983 Scheidsrechter: Kristinn Jakobsson (ISL) |

|                                                                       |                          |       |           |                                                                                               |
| 11 oktober WK-kwalificatie Groep G № 539 «onderlinge duels» 20:45 uur | Griekenland              | 1 – 0 | Slowakije | Georgios Karaiskákisstadion, Piraeus Toeschouwers: 21.067 Scheidsrechter: Deniz Aytekin (GER) |
| 11 oktober WK-kwalificatie Groep G № 539 «onderlinge duels» 20:45 uur | Martin Škrtel 44' (e.d.) |       |           | Georgios Karaiskákisstadion, Piraeus Toeschouwers: 21.067 Scheidsrechter: Deniz Aytekin (GER) |

|                                                                       |                                                |       |               |                                                                                               |
| 15 oktober WK-kwalificatie Groep G № 540 «onderlinge duels» 19:00 uur | Griekenland                                    | 2 – 0 | Liechtenstein | Georgios Karaiskákisstadion, Piraeus Toeschouwers: 16.086 Scheidsrechter: Libor Kovařík (CZE) |
| 15 oktober WK-kwalificatie Groep G № 540 «onderlinge duels» 19:00 uur | Dimitrios Salpigidis 7' Giorgos Karagounis 81' |       |               | Georgios Karaiskákisstadion, Piraeus Toeschouwers: 16.086 Scheidsrechter: Libor Kovařík (CZE) |

|                                                                          |                                                                    |       |                   |                                                                                               |
| 15 november WK-kwalificatie Play-offs № 541 «onderlinge duels» 20:45 uur | Griekenland                                                        | 3 – 1 | Roemenië          | Georgios Karaiskakisstadion, Piraeus Toeschouwers: 40.000 Scheidsrechter: Pedro Proença (POR) |
| 15 november WK-kwalificatie Play-offs № 541 «onderlinge duels» 20:45 uur | Kostas Mitroglou 14' Dimitrios Salpigidis 20' Kostas Mitroglou 66' |       | 19' Bogdan Stancu | Georgios Karaiskakisstadion, Piraeus Toeschouwers: 40.000 Scheidsrechter: Pedro Proença (POR) |

|                                                                          |                              |       |                      |                                                                                     |
| 19 november WK-kwalificatie Play-offs № 542 «onderlinge duels» 20:45 uur | Roemenië                     | 1 – 1 | Griekenland          | Arena Națională, Boekarest Toeschouwers: 53.174 Scheidsrechter: Milorad Mažić (SRB) |
| 19 november WK-kwalificatie Play-offs № 542 «onderlinge duels» 20:45 uur | Vasilis Torosidis 55' (e.d.) |       | 23' Kostas Mitroglou | Arena Națională, Boekarest Toeschouwers: 53.174 Scheidsrechter: Milorad Mažić (SRB) |

### 2014
|                                                              |             |                                      |            |                                                                                               |
| 5 maart Vriendschappelijk № 543 «onderlinge duels» 19:00 uur | Griekenland | 0 – 2                                | Zuid-Korea | Georgios Karaiskákisstadion, Piraeus Toeschouwers: 4.000 Scheidsrechter: Ovidiu Haţegan (ROM) |
| 5 maart Vriendschappelijk № 543 «onderlinge duels» 19:00 uur |             | 18' Park Chu-Young 55' Son Heung-Min |            | Georgios Karaiskákisstadion, Piraeus Toeschouwers: 4.000 Scheidsrechter: Ovidiu Haţegan (ROM) |

|                                                             |          |       |             |                                                                                  |
| 31 mei Vriendschappelijk № 544 «onderlinge duels» 19:30 uur | Portugal | 0 – 0 | Griekenland | Estádio Nacional, Lissabon Toeschouwers: 33.556 Scheidsrechter: Kevin Blom (NED) |
| 31 mei Vriendschappelijk № 544 «onderlinge duels» 19:30 uur |          |       |             | Estádio Nacional, Lissabon Toeschouwers: 33.556 Scheidsrechter: Kevin Blom (NED) |

|                                                             |         |       |             |                                                                            |
| 3 juni Vriendschappelijk № 545 «onderlinge duels» 20:00 uur | Nigeria | 0 – 0 | Griekenland | PPL Park, Chester Toeschouwers: 10.131 Scheidsrechter: Elmer Bonilla (ESA) |
| 3 juni Vriendschappelijk № 545 «onderlinge duels» 20:00 uur |         |       |             | PPL Park, Chester Toeschouwers: 10.131 Scheidsrechter: Elmer Bonilla (ESA) |

|                                                             |                  |       |                                            |                                                                                   |
| 6 juni Vriendschappelijk № 546 «onderlinge duels» 20:00 uur | Bolivia          | 1 – 2 | Griekenland                                | Red Bull Arena, Harrison Toeschouwers: 11.024 Scheidsrechter: Javier Santos (PUR) |
| 6 juni Vriendschappelijk № 546 «onderlinge duels» 20:00 uur | Rudy Cardozo 70' |       | 21' Panagiotis Kone 54' Kostas Katsouranis | Red Bull Arena, Harrison Toeschouwers: 11.024 Scheidsrechter: Javier Santos (PUR) |

| WK voetbal 2014 |
| --------------- |

|                                                                         |                                                             |       |             |                                                                                 |
| 14 juni WK-eindronde Groep C № 547 «onderlinge duels» 17:00 uur (UTC−3) | Colombia                                                    | 3 – 0 | Griekenland | Mineirão, Belo Horizonte Toeschouwers: 57.174 Scheidsrechter: Mark Geiger (USA) |
| 14 juni WK-eindronde Groep C № 547 «onderlinge duels» 17:00 uur (UTC−3) | Pablo Armero 6' Teófilo Gutiérrez 58' James Rodríguez 90+1' |       |             | Mineirão, Belo Horizonte Toeschouwers: 57.174 Scheidsrechter: Mark Geiger (USA) |

|                                                                         |       |       |             |                                                                                |
| 19 juni WK-eindronde Groep C № 548 «onderlinge duels» 19:00 uur (UTC−3) | Japan | 0 – 0 | Griekenland | Arena das Dunas, Natal Toeschouwers: 39.485 Scheidsrechter: Joel Aguilar (SLV) |
| 19 juni WK-eindronde Groep C № 548 «onderlinge duels» 19:00 uur (UTC−3) |       |       |             | Arena das Dunas, Natal Toeschouwers: 39.485 Scheidsrechter: Joel Aguilar (SLV) |

|                                                                         |                                                   |       |                   |                                                                            |
| 24 juni WK-eindronde Groep C № 549 «onderlinge duels» 17:00 uur (UTC−3) | Griekenland                                       | 2 – 1 | Ivoorkust         | Castelão, Fortaleza Toeschouwers: 59.095 Scheidsrechter: Carlos Vera (ECU) |
| 24 juni WK-eindronde Groep C № 549 «onderlinge duels» 17:00 uur (UTC−3) | Andreas Samaris 42' Georgios Samaras 90+3' (pen.) |       | 74' Wilfried Bony | Castelão, Fortaleza Toeschouwers: 59.095 Scheidsrechter: Carlos Vera (ECU) |

|                                                                           |                                                                        |              |                                                                          |                                                                                      |
| 29 juni WK 2014 Achtste finale № 550 «onderlinge duels» 17:00 uur (UTC−3) | Costa Rica                                                             | 1 – 1 (n.v.) | Griekenland                                                              | Arena Cidade da Copa, Recife Toeschouwers: 41.242 Scheidsrechter: Ben Williams (AUS) |
| 29 juni WK 2014 Achtste finale № 550 «onderlinge duels» 17:00 uur (UTC−3) | Bryan Ruiz 52'                                                         |              | 90+1' Sokratis Papastathopoulos                                          | Arena Cidade da Copa, Recife Toeschouwers: 41.242 Scheidsrechter: Ben Williams (AUS) |
| 29 juni WK 2014 Achtste finale № 550 «onderlinge duels» 17:00 uur (UTC−3) | Strafschoppen                                                          |              |                                                                          | Arena Cidade da Copa, Recife Toeschouwers: 41.242 Scheidsrechter: Ben Williams (AUS) |
| 29 juni WK 2014 Achtste finale № 550 «onderlinge duels» 17:00 uur (UTC−3) | Celso Borges Bryan Ruiz Giancarlo González Joel Campbell Michael Umaña | 5 – 3        | Kostas Mitroglou Lazaros Christodoulopoulos José Holebas Theofanis Gekas | Arena Cidade da Copa, Recife Toeschouwers: 41.242 Scheidsrechter: Ben Williams (AUS) |

|  |  |  |  |  |  |  |  |  |

|                                                                        |             |                           |          |                                                                                             |
| 7 september EK-kwalificatie Groep F № 551 «onderlinge duels» 20:45 uur | Griekenland | 0 – 1                     | Roemenië | Georgios Karaiskákisstadion, Piraeus Toeschouwers: 0 Scheidsrechter: Mark Clattenburg (ENG) |
| 7 september EK-kwalificatie Groep F № 551 «onderlinge duels» 20:45 uur |             | 10' (pen.) Ciprian Marica |          | Georgios Karaiskákisstadion, Piraeus Toeschouwers: 0 Scheidsrechter: Mark Clattenburg (ENG) |

|                                                             |                  |       |                      |                                                                                     |
| 11 oktober EK-kwalificatie Groep F № 552 «onderlinge duels» | Finland          | 1 – 1 | Griekenland          | Olympiastadion, Helsinki Toeschouwers: 26.548 Scheidsrechter: David Fernández (ESP) |
| 11 oktober EK-kwalificatie Groep F № 552 «onderlinge duels» | Jarkko Hurme 55' |       | 24' Nikolaos Karelis | Olympiastadion, Helsinki Toeschouwers: 26.548 Scheidsrechter: David Fernández (ESP) |

|                                                                       |             |                                 |               |                                                                                                 |
| 14 oktober EK-kwalificatie Groep F № 553 «onderlinge duels» 20:45 uur | Griekenland | 0 – 2                           | Noord-Ierland | Georgios Karaiskákisstadion, Piraeus Toeschouwers: 12.000 Scheidsrechter: Stéphane Lannoy (FRA) |
| 14 oktober EK-kwalificatie Groep F № 553 «onderlinge duels» 20:45 uur |             | 9' Jamie Ward 51' Kyle Lafferty |               | Georgios Karaiskákisstadion, Piraeus Toeschouwers: 12.000 Scheidsrechter: Stéphane Lannoy (FRA) |

|                                                              |             |                           |         |                                                                                               |
| 14 november EK-kwalificatie Groep F № 554 «onderlinge duels» | Griekenland | 0 – 1                     | Faeröer | Georgios Karaiskákisstadion, Piraeus Toeschouwers: 7.500 Scheidsrechter: Nicola Rizzoli (ITA) |
| 14 november EK-kwalificatie Groep F № 554 «onderlinge duels» |             | 61' Jóan Símun Edmundsson |         | Georgios Karaiskákisstadion, Piraeus Toeschouwers: 7.500 Scheidsrechter: Nicola Rizzoli (ITA) |

|                                                                  |             |                                        |        |                                                                                 |
| 18 november Vriendschappelijk № 555 «onderlinge duels» 20:00 uur | Griekenland | 0 – 2                                  | Servië | Perivoliastadion, Mournies Toeschouwers: 3.500 Scheidsrechter: Neil Doyle (IRL) |
| 18 november Vriendschappelijk № 555 «onderlinge duels» 20:00 uur |             | 60' Raća Petrović 90+2' Nemanja Gudelj |        | Perivoliastadion, Mournies Toeschouwers: 3.500 Scheidsrechter: Neil Doyle (IRL) |

### 2015
|                                                           |           |       |             |                                                                                      |
| 29 maart EK-kwalificatie Groep F № 556 «onderlinge duels» | Hongarije | 0 – 0 | Griekenland | Groupama Arena, Boedapest Toeschouwers: 22.000 Scheidsrechter: Sergej Karasjov (RUS) |
| 29 maart EK-kwalificatie Groep F № 556 «onderlinge duels» |           |       |             | Groupama Arena, Boedapest Toeschouwers: 22.000 Scheidsrechter: Sergej Karasjov (RUS) |

|                                                          |                                      |       |                               |                                                                                 |
| 13 juni EK-kwalificatie Groep F № 557 «onderlinge duels» | Faeröer                              | 2 – 1 | Griekenland                   | Tórsvøllur, Tórshavn Toeschouwers: 4.741 Scheidsrechter: Tom Harald Hagen (NOR) |
| 13 juni EK-kwalificatie Groep F № 557 «onderlinge duels» | Hallur Hansson 32' Brandur Olsen 70' |       | 84' Sokratis Papastathopoulos | Tórsvøllur, Tórshavn Toeschouwers: 4.741 Scheidsrechter: Tom Harald Hagen (NOR) |

|                                                              |       |       |             |                                                                          |
| 16 juni Vriendschappelijk № 558 «onderlinge duels» 20:45 uur | Polen | 0 – 0 | Griekenland | PGE Arena, Gdańsk Toeschouwers: 37.192 Scheidsrechter: Alain Bieri (SUI) |
| 16 juni Vriendschappelijk № 558 «onderlinge duels» 20:45 uur |       |       |             | PGE Arena, Gdańsk Toeschouwers: 37.192 Scheidsrechter: Alain Bieri (SUI) |

|                                                                        |             |                     |         |                                                                                               |
| 4 september EK-kwalificatie Groep F № 559 «onderlinge duels» 20:45 uur | Griekenland | 0 – 1               | Finland | Georgios Karaiskákisstadion, Piraeus Toeschouwers: 17.358 Scheidsrechter: Sergiej Bojko (UKR) |
| 4 september EK-kwalificatie Groep F № 559 «onderlinge duels» 20:45 uur |             | 75' Joel Pohjanpalo |         | Georgios Karaiskákisstadion, Piraeus Toeschouwers: 17.358 Scheidsrechter: Sergiej Bojko (UKR) |

|                                                                        |          |       |             |                                                                                         |
| 7 september EK-kwalificatie Groep F № 560 «onderlinge duels» 20:45 uur | Roemenië | 0 – 0 | Griekenland | Arena Națională, Boekarest Toeschouwers: 38.000 Scheidsrechter: Aleksej Koelbakov (BLR) |
| 7 september EK-kwalificatie Groep F № 560 «onderlinge duels» 20:45 uur |          |       |             | Arena Națională, Boekarest Toeschouwers: 38.000 Scheidsrechter: Aleksej Koelbakov (BLR) |

|                                                                      |                                                     |       |                       |                                                                              |
| 8 oktober EK-kwalificatie Groep F № 561 «onderlinge duels» 20:45 uur | Noord-Ierland                                       | 3 – 1 | Griekenland           | Windsor Park, Belfast Toeschouwers: 11.700 Scheidsrechter: Bas Nijhuis (NED) |
| 8 oktober EK-kwalificatie Groep F № 561 «onderlinge duels» 20:45 uur | Steven Davis 36' Josh Magennis 49' Steven Davis 59' |       | 88' Christos Aravidis | Windsor Park, Belfast Toeschouwers: 11.700 Scheidsrechter: Bas Nijhuis (NED) |

|                                                                       |                                                                                         |       |                                                                 |                                                                                           |
| 11 oktober EK-kwalificatie Groep F № 562 «onderlinge duels» 20:45 uur | Griekenland                                                                             | 4 – 3 | Hongarije                                                       | Georgios Karaiskákisstadion, Piraeus Toeschouwers: 6.000 Scheidsrechter: Ivan Bebek (CRO) |
| 11 oktober EK-kwalificatie Groep F № 562 «onderlinge duels» 20:45 uur | Kostas Stafylidis 5' Panagiotis Tachtsidis 56' Kostas Mitroglou 79' Panagiotis Kone 86' |       | 27' Gergő Lovrencsics 55' Krisztián Németh 79' Krisztián Németh | Georgios Karaiskákisstadion, Piraeus Toeschouwers: 6.000 Scheidsrechter: Ivan Bebek (CRO) |

|                                                        |                        |       |             |                                                                                     |
| 13 november Vriendschappelijk № 563 «onderlinge duels» | Luxemburg              | 1 – 0 | Griekenland | Stade Municipal, Differdange Toeschouwers: 1.894 Scheidsrechter: Tim Marshall (NIR) |
| 13 november Vriendschappelijk № 563 «onderlinge duels» | Aurélien Joachim 90+1' |       |             | Stade Municipal, Differdange Toeschouwers: 1.894 Scheidsrechter: Tim Marshall (NIR) |

|                                                        |         |       |             |                                                                             |
| 17 november Vriendschappelijk № 564 «onderlinge duels» | Turkije | 0 – 0 | Griekenland | Başakşehir Fatih Terimstadion, Istanboel Scheidsrechter: Paolo Valeri (ITA) |
| 17 november Vriendschappelijk № 564 «onderlinge duels» |         |       |             | Başakşehir Fatih Terimstadion, Istanboel Scheidsrechter: Paolo Valeri (ITA) |

### 2016
|                                                     |                                           |       |                     |                                                                                              |
| 24 maart Vriendschappelijk № 565 «onderlinge duels» | Griekenland                               | 2 – 1 | Montenegro          | Georgios Karaiskákisstadion, Piraeus Toeschouwers: 4.450 Scheidsrechter: István Kovács (ROM) |
| 24 maart Vriendschappelijk № 565 «onderlinge duels» | Giorgos Tzavelas 54' Nikolaos Karelis 63' |       | 56' Žarko Tomašević | Georgios Karaiskákisstadion, Piraeus Toeschouwers: 4.450 Scheidsrechter: István Kovács (ROM) |

|                                                     |                                                  |       |                                                                             |                                                                                               |
| 29 maart Vriendschappelijk № 566 «onderlinge duels» | Griekenland                                      | 2 – 3 | IJsland                                                                     | Georgios Karaiskákisstadion, Piraeus Toeschouwers: 3.500 Scheidsrechter: Xavier Estrada (ESP) |
| 29 maart Vriendschappelijk № 566 «onderlinge duels» | Kostas Fortounis 19' Kostas Fortounis 31' (pen.) |       | 34' Arnór Ingvi Traustason 70' Sverrir Ingi Ingason 82' Kolbeinn Sigþórsson | Georgios Karaiskákisstadion, Piraeus Toeschouwers: 3.500 Scheidsrechter: Xavier Estrada (ESP) |

|                                                   |                     |       |             |                                                                            |
| 4 juni Vriendschappelijk № 567 «onderlinge duels» | Australië           | 1 – 0 | Griekenland | ANZ Stadium, Sydney Toeschouwers: 38.682 Scheidsrechter: Jumpei Iida (JPN) |
| 4 juni Vriendschappelijk № 567 «onderlinge duels» | Mathew Leckie 90+3' |       |             | ANZ Stadium, Sydney Toeschouwers: 38.682 Scheidsrechter: Jumpei Iida (JPN) |

|                                                   |                     |       |                                         |                                                                                    |
| 7 juni Vriendschappelijk № 568 «onderlinge duels» | Australië           | 1 – 2 | Griekenland                             | Etihad Stadium, Melbourne Toeschouwers: 33.622 Scheidsrechter: Robert Madley (ENG) |
| 7 juni Vriendschappelijk № 568 «onderlinge duels» | Trent Sainsbury 58' |       | 8' Petros Mantalos 20' Giannis Maniatis | Etihad Stadium, Melbourne Toeschouwers: 33.622 Scheidsrechter: Robert Madley (ENG) |

|                                                        |                         |       |                                             |                                                                                     |
| 1 september Vriendschappelijk № 569 «onderlinge duels» | Nederland               | 1 – 2 | Griekenland                                 | Philips Stadion, Eindhoven Toeschouwers: 36.128 Scheidsrechter: Mete Kalkavan (TUR) |
| 1 september Vriendschappelijk № 569 «onderlinge duels» | Georginio Wijnaldum 14' |       | 29' Kostas Mitroglou 74' Giannis Gianniotas | Philips Stadion, Eindhoven Toeschouwers: 36.128 Scheidsrechter: Mete Kalkavan (TUR) |

|                                                                        |                 |       |                                                                                            |                                                                             |
| 6 september WK-kwalificatie Groep H № 570 «onderlinge duels» 20:45 uur | Gibraltar       | 1 – 4 | Griekenland                                                                                | Estádio Algarve, Loulé Toeschouwers: 460 Scheidsrechter: Jakob Kehlet (DEN) |
| 6 september WK-kwalificatie Groep H № 570 «onderlinge duels» 20:45 uur | Liam Walker 26' |       | 10' Kostas Mitroglou 44' (e.d.) Scott Wiseman 45' Kostas Fortounis 45+2' Vasilis Torosidis | Estádio Algarve, Loulé Toeschouwers: 460 Scheidsrechter: Jakob Kehlet (DEN) |

|                                                                      |                                          |       |        |                                                                                                |
| 7 oktober WK-kwalificatie Groep H № 571 «onderlinge duels» 20:45 uur | Griekenland                              | 2 – 0 | Cyprus | Georgios Karaiskákisstadion, Piraeus Toeschouwers: 14.982 Scheidsrechter: Pavel Královec (CZE) |
| 7 oktober WK-kwalificatie Groep H № 571 «onderlinge duels» 20:45 uur | Kostas Mitroglou 12' Petros Mantalos 42' |       |        | Georgios Karaiskákisstadion, Piraeus Toeschouwers: 14.982 Scheidsrechter: Pavel Královec (CZE) |

|                                                                       |         |                                             |             |                                                                               |
| 10 oktober WK-kwalificatie Groep H № 572 «onderlinge duels» 20:45 uur | Estland | 0 – 2                                       | Griekenland | A. Le Coq Arena, Tallinn Toeschouwers: 4.467 Scheidsrechter: István Vad (HUN) |
| 10 oktober WK-kwalificatie Groep H № 572 «onderlinge duels» 20:45 uur |         | 2' Vasilios Torosidis 61' Kostas Stafylidis |             | A. Le Coq Arena, Tallinn Toeschouwers: 4.467 Scheidsrechter: István Vad (HUN) |

|                                                                 |             |                         |             |                                                                                             |
| 9 november Vriendschappelijk № 573 «onderlinge duels» 20:15 uur | Griekenland | 0 – 1                   | Wit-Rusland | Georgios Karaiskákisstadion, Piraeus Toeschouwers: 3.108 Scheidsrechter: Craig Pawson (ENG) |
| 9 november Vriendschappelijk № 573 «onderlinge duels» 20:15 uur |             | 14' Syarhey Palitsevich |             | Georgios Karaiskákisstadion, Piraeus Toeschouwers: 3.108 Scheidsrechter: Craig Pawson (ENG) |

|                                                                        |                        |       |                             |                                                                                                |
| 13 november WK-kwalificatie Groep H № 574 «onderlinge duels» 20:45 uur | Griekenland            | 1 – 1 | Bosnië en Her.              | Georgios Karaiskakisstadion, Piraeus Toeschouwers: 20.075 Scheidsrechter: Jonas Eriksson (SWE) |
| 13 november WK-kwalificatie Groep H № 574 «onderlinge duels» 20:45 uur | Giorgos Tzavelas 90+5' |       | 32' (e.d.) Orestis Karnezis | Georgios Karaiskakisstadion, Piraeus Toeschouwers: 20.075 Scheidsrechter: Jonas Eriksson (SWE) |

### 2017
|                                                                     |                   |       |                            |                                                                                         |
| 25 maart WK-kwalificatie Groep H № 575 «onderlinge duels» 20:45 uur | België            | 1 – 1 | Griekenland                | Koning Boudewijnstadion, Brussel Toeschouwers: 42.281 Scheidsrechter: Felix Brych (GER) |
| 25 maart WK-kwalificatie Groep H № 575 «onderlinge duels» 20:45 uur | Romelu Lukaku 89' |       | 46' Konstantinos Mitroglou | Koning Boudewijnstadion, Brussel Toeschouwers: 42.281 Scheidsrechter: Felix Brych (GER) |

|                                                                   |                 |       |             |                                                                                |
| 9 juni WK-kwalificatie Groep H № 576 «onderlinge duels» 20:45 uur | Bosnië en Herz. | 0 – 0 | Griekenland | Bilino Polje, Zenica Toeschouwers: 11.000 Scheidsrechter: Nicola Rizzoli (ITA) |
| 9 juni WK-kwalificatie Groep H № 576 «onderlinge duels» 20:45 uur |                 |       |             | Bilino Polje, Zenica Toeschouwers: 11.000 Scheidsrechter: Nicola Rizzoli (ITA) |

|                                                                        |             |       |         |                                                                                             |
| 31 augustus WK-kwalificatie Groep H № 577 «onderlinge duels» 20:45 uur | Griekenland | 0 – 0 | Estland | Georgios Karaiskákisstadion, Piraeus Toeschouwers: 12.379 Scheidsrechter: Liran Liany (ISR) |
| 31 augustus WK-kwalificatie Groep H № 577 «onderlinge duels» 20:45 uur |             |       |         | Georgios Karaiskákisstadion, Piraeus Toeschouwers: 12.379 Scheidsrechter: Liran Liany (ISR) |

|                                                                        |             |       |                                      |                                                                                                  |
| 3 september WK-kwalificatie Groep H № 578 «onderlinge duels» 20:45 uur | Griekenland | 1 – 2 | België                               | Georgios Karaiskákisstadion, Piraeus Toeschouwers: 29.465 Scheidsrechter: Szymon Marciniak (POL) |
| 3 september WK-kwalificatie Groep H № 578 «onderlinge duels» 20:45 uur | Zeca 73'    |       | 70' Jan Vertonghen 74' Romelu Lukaku | Georgios Karaiskákisstadion, Piraeus Toeschouwers: 29.465 Scheidsrechter: Szymon Marciniak (POL) |

|                                                                      |                     |       |                                             |                                                                                |
| 7 oktober WK-kwalificatie Groep H № 579 «onderlinge duels» 20:45 uur | Cyprus              | 1 – 2 | Griekenland                                 | GSP-stadion, Nicosia Toeschouwers: 7.222 Scheidsrechter: Alberto Undiano (ESP) |
| 7 oktober WK-kwalificatie Groep H № 579 «onderlinge duels» 20:45 uur | Pieros Sotiriou 18' |       | 24' Kostas Mitroglou 26' Alexandros Tziolis | GSP-stadion, Nicosia Toeschouwers: 7.222 Scheidsrechter: Alberto Undiano (ESP) |

|                                                                       |                                                                                        |       |           | |
| 10 oktober WK-kwalificatie Groep H № 580 «onderlinge duels» 20:45 uur | Griekenland                                                                            | 4 – 0 | Gibraltar | Georgios Karaiskákisstadion, Piraeus Toeschouwers: 12.739 Scheidsrechter: Giorgi Kroeasjvili (GEO) |
| 10 oktober WK-kwalificatie Groep H № 580 «onderlinge duels» 20:45 uur | Vasilis Torosidis 32' Kostas Mitroglou 61' Kostas Mitroglou 63' Giannis Gianniotas 78' |       |           | Georgios Karaiskákisstadion, Piraeus Toeschouwers: 12.739 Scheidsrechter: Giorgi Kroeasjvili (GEO) |

|                                                                         |                                                                                |       |                               |                                                                                     |
| 9 november WK-kwalificatie Play-offs № 581 «onderlinge duels» 20:45 uur | Kroatië                                                                        | 4 – 1 | Griekenland                   | Stadion Maksimir, Zagreb Toeschouwers: 30.013 Scheidsrechter: Gianluca Rocchi (ITA) |
| 9 november WK-kwalificatie Play-offs № 581 «onderlinge duels» 20:45 uur | Luka Modrić 13' (pen.) Nikola Kalinić 19' Ivan Perišić 33' Andrej Kramarić 49' |       | 30' Sokratis Papastathopoulos | Stadion Maksimir, Zagreb Toeschouwers: 30.013 Scheidsrechter: Gianluca Rocchi (ITA) |

|                                                                          |             |       |         |                                                                                               |
| 12 november WK-kwalificatie Play-offs № 582 «onderlinge duels» 20:45 uur | Griekenland | 0 – 0 | Kroatië | Georgios Karaiskákisstadion, Piraeus Toeschouwers: 18.667 Scheidsrechter: Björn Kuipers (NED) |
| 12 november WK-kwalificatie Play-offs № 582 «onderlinge duels» 20:45 uur |             |       |         | Georgios Karaiskákisstadion, Piraeus Toeschouwers: 18.667 Scheidsrechter: Björn Kuipers (NED) |

### 2018
|                                                               |             |                     |             |                                                                                 |
| 23 maart Vriendschappelijk № 583 «onderlinge duels» 20:00 uur | Griekenland | 0 – 1               | Zwitserland | Olympisch Stadion, Athene Toeschouwers: 5.487 Scheidsrechter: Hugo Miguel (POR) |
| 23 maart Vriendschappelijk № 583 «onderlinge duels» 20:00 uur |             | 59' Blerim Džemaili |             | Olympisch Stadion, Athene Toeschouwers: 5.487 Scheidsrechter: Hugo Miguel (POR) |

|                                                               |        |                      |             |                                                                               |
| 27 maart Vriendschappelijk № 584 «onderlinge duels» 20:00 uur | Egypte | 0 – 1                | Griekenland | Letzigrund, Zürich Toeschouwers: 2.000 Scheidsrechter: Adrien Jaccottet (CHE) |
| 27 maart Vriendschappelijk № 584 «onderlinge duels» 20:00 uur |        | 29' Nikolaos Karelis |             | Letzigrund, Zürich Toeschouwers: 2.000 Scheidsrechter: Adrien Jaccottet (CHE) |

|                                                             |                                         |       |             |                                                                                                |
| 15 mei Vriendschappelijk № 585 «onderlinge duels» 19:30 uur | Saoedi-Arabië                           | 2 – 0 | Griekenland | Estadio de La Cartuja, Sevilla Toeschouwers: 150 Scheidsrechter: Carlos del Cerro Grande (ESP) |
| 15 mei Vriendschappelijk № 585 «onderlinge duels» 19:30 uur | Salem Al-Dawsari 19' Mohammed Kanno 79' |       |             | Estadio de La Cartuja, Sevilla Toeschouwers: 150 Scheidsrechter: Carlos del Cerro Grande (ESP) |

|                                                                            |         |                      |             |                                                                                     |
| 8 september UEFA Nations League Groep C2 № 586 «ondelinge duels» 20:45 uur | Estland | 0 – 1                | Griekenland | A. Le Coq Arena, Tallinn Toeschouwers: 5.567 Scheidsrechter: Serdar Gözübüyük (NED) |
| 8 september UEFA Nations League Groep C2 № 586 «ondelinge duels» 20:45 uur |         | 14' Kostas Fortounis |             | A. Le Coq Arena, Tallinn Toeschouwers: 5.567 Scheidsrechter: Serdar Gözübüyük (NED) |

|                                                                              |                                           |       |                    |                                                                                   |
| 11 september UEFA Nations League Groep C2 № 587 «onderlinge duels» 20:45 uur | Hongarije                                 | 2 – 1 | Griekenland        | Groupama Arena, Boedapest Toeschouwers: 0 Scheidsrechter: Aleksej Koelbakov (BLR) |
| 11 september UEFA Nations League Groep C2 № 587 «onderlinge duels» 20:45 uur | Roland Sallai 15' László Kleinheisler 42' |       | 18' Kostas Manolas | Groupama Arena, Boedapest Toeschouwers: 0 Scheidsrechter: Aleksej Koelbakov (BLR) |

|                                                                            |                            |       |           |                                                                                                   |
| 12 oktober UEFA Nations League Groep C2 № 588 «onderlinge duels» 20:45 uur | Griekenland                | 1 – 0 | Hongarije | Olympisch Stadion Spyridon Louis, Athene Toeschouwers: 9.040 Scheidsrechter: Tobias Stieler (GER) |
| 12 oktober UEFA Nations League Groep C2 № 588 «onderlinge duels» 20:45 uur | Konstantinos Mitroglou 65' |       |           | Olympisch Stadion Spyridon Louis, Athene Toeschouwers: 9.040 Scheidsrechter: Tobias Stieler (GER) |

|                                                                            |                                |       |             |                                                                              |
| 15 oktober UEFA Nations League Groep C2 № 589 «onderlinge duels» 20:45 uur | Finland                        | 2 – 0 | Griekenland | Ratina Stadion, Tampere Toeschouwers: 10.107 Scheidsrechter: Paweł Gil (POL) |
| 15 oktober UEFA Nations League Groep C2 № 589 «onderlinge duels» 20:45 uur | Pyry Soiri 46' Glen Kamara 89' |       |             | Ratina Stadion, Tampere Toeschouwers: 10.107 Scheidsrechter: Paweł Gil (POL) |

|                                                                             |                           |       |         |                                                                                               |
| 15 november UEFA Nations League Groep C2 № 590 «onderlinge duels» 20:45 uur | Griekenland               | 1 – 0 | Finland | Olympisch Stadion Spyridon Louis, Athene Toeschouwers: 6.376 Scheidsrechter: Luca Banti (ITA) |
| 15 november UEFA Nations League Groep C2 № 590 «onderlinge duels» 20:45 uur | Albin Granlund 25' (e.d.) |       |         | Olympisch Stadion Spyridon Louis, Athene Toeschouwers: 6.376 Scheidsrechter: Luca Banti (ITA) |

|                                                                         |             |                                  |         | |
| 18 november UEFA Nations League Groep C2 № 591 «onderlinge duels» 20:45 | Griekenland | 0 – 1                            | Estland | Olympisch Stadion Spyridon Louis, Athene Toeschouwers: 5.179 Scheidsrechter: Jevhen Aranovsky (UKR) |
| 18 november UEFA Nations League Groep C2 № 591 «onderlinge duels» 20:45 |             | Vassilis Lambropoulos 44' (e.d.) |         | Olympisch Stadion Spyridon Louis, Athene Toeschouwers: 5.179 Scheidsrechter: Jevhen Aranovsky (UKR) |

### 2019
|                                                                     |               |                                             |             |                                                                                      |
| 23 maart EK-kwalificatie Groep J № 592 «onderlinge duels» 20:45 uur | Liechtenstein | 0 – 2                                       | Griekenland | Rheinparkstadion, Vaduz Toeschouwers: 27.111 Scheidsrechter: Alexandre Boucaut (BEL) |
| 23 maart EK-kwalificatie Groep J № 592 «onderlinge duels» 20:45 uur |               | 45+1' Kostas Fortounis 80' Anastasios Donis |             | Rheinparkstadion, Vaduz Toeschouwers: 27.111 Scheidsrechter: Alexandre Boucaut (BEL) |

|                                                                     |                                   |       |                                                  |                                                                                |
| 26 maart EK-kwalificatie Groep J № 593 «onderligne duels» 20:45 uur | Bosnië en Herzegovina             | 2 – 2 | Griekenland                                      | Bilino Polje, Zenica Toeschouwers: 10.500 Scheidsrechter: Danny Makkelie (NED) |
| 26 maart EK-kwalificatie Groep J № 593 «onderligne duels» 20:45 uur | Edin Višća 10' Miralem Pjanić 15' |       | 64' (pen.) Kostas Fortounis 85' Dimitris Kolovos | Bilino Polje, Zenica Toeschouwers: 10.500 Scheidsrechter: Danny Makkelie (NED) |

|                                                             |                                    |       |                          |                                                                                    |
| 30 mei Vriendschappelijk № 594 «onderligne duels» 20:00 uur | Turkije                            | 2 – 1 | Griekenland              | Antalyastadion, Antalya Toeschouwers: onbekend Scheidsrechter: Radu Petrescu (ROU) |
| 30 mei Vriendschappelijk № 594 «onderligne duels» 20:00 uur | Cengiz Ünder 11' Kenan Karaman 17' |       | 90+3' Dimitris Kourbelis | Antalyastadion, Antalya Toeschouwers: onbekend Scheidsrechter: Radu Petrescu (ROU) |

|                                                                   |             |                                                             |        | |
| 8 juni EK-kwalificatie Groep J № 595 «onderlinge duels» 20:45 uur | Griekenland | 0 – 3                                                       | Italië | Olympisch Stadion Spyridon Louis, Athene Toeschouwers: 19.828 Scheidsrechter: Anthony Taylor (ENG) |
| 8 juni EK-kwalificatie Groep J № 595 «onderlinge duels» 20:45 uur |             | 23' Nicolò Barella 30' Lorenzo Insigne 33' Leonardo Bonucci |        | Olympisch Stadion Spyridon Louis, Athene Toeschouwers: 19.828 Scheidsrechter: Anthony Taylor (ENG) |

|                                                                    |                               |       |                                                                    |                                                                                                  |
| 11 juni EK-kwalificatie Groep J № 596 «onderlinge duels» 20:45 uur | Griekenland                   | 2 – 3 | Armenië                                                            | Olympisch Stadion Spyridon Louis, Athene Toeschouwers: 7.011 Scheidsrechter: Kristo Tohver (EST) |
| 11 juni EK-kwalificatie Groep J № 596 «onderlinge duels» 20:45 uur | Zeca 54' Kostas Fortounis 87' |       | 8' Aleksandr Karapetyan 32' Gevorg Ghazaryan 74' Tigran Barseghyan | Olympisch Stadion Spyridon Louis, Athene Toeschouwers: 7.011 Scheidsrechter: Kristo Tohver (EST) |

|                                                                        |                        |       |             |                                                                                          |
| 5 september EK-kwalificatie Groep J № 597 «onderlinge duels» 20:45 uur | Finland                | 1 – 0 | Griekenland | Ratina Stadion, Tampere Toeschouwers: 16.163 Scheidsrechter: Juan Martínez Munuera (ESP) |
| 5 september EK-kwalificatie Groep J № 597 «onderlinge duels» 20:45 uur | Teemu Pukki 52' (pen.) |       |             | Ratina Stadion, Tampere Toeschouwers: 16.163 Scheidsrechter: Juan Martínez Munuera (ESP) |

|                                                                        |                      |       |                      | |
| 8 september EK-kwalificatie Groep J № 598 «onderlinge duels» 20:45 uur | Griekenland          | 1 – 1 | Liechtenstein        | Olympisch Stadion Spyridon Louis, Athene Toeschouwers: 3.445 Scheidsrechter: Alexander Harkam (AUT) |
| 8 september EK-kwalificatie Groep J № 598 «onderlinge duels» 20:45 uur | Giorgos Masouras 33' |       | 85' Dennis Salanović | Olympisch Stadion Spyridon Louis, Athene Toeschouwers: 3.445 Scheidsrechter: Alexander Harkam (AUT) |

|                                                                       |                                               |       |             |                                                                                    |
| 12 oktober EK-kwalificatie Groep J № 599 «onderlinge duels» 20:45 uur | Italië                                        | 2 – 0 | Griekenland | Olympisch Stadion, Rome Toeschouwers: 56.274 Scheidsrechter: Sergej Karasjov (RUS) |
| 12 oktober EK-kwalificatie Groep J № 599 «onderlinge duels» 20:45 uur | Jorginho 63' (pen.) Federico Bernardeschi 78' |       |             | Olympisch Stadion, Rome Toeschouwers: 56.274 Scheidsrechter: Sergej Karasjov (RUS) |

|                                                                       |                                                  |       |                       |                                                                                                 |
| 15 oktober EK-kwalificatie Groep J № 600 «onderlinge duels» 20:45 uur | Griekenland                                      | 2 – 1 | Bosnië en Herzegovina | Olympisch Stadion Spyridon Louis, Athene Toeschouwers: 4.512 Scheidsrechter: Felix Zwayer (GER) |
| 15 oktober EK-kwalificatie Groep J № 600 «onderlinge duels» 20:45 uur | Vangelis Pavlidis 30' Adnan Kovačević 88' (e.d.) |       | 35' Amer Gojak        | Olympisch Stadion Spyridon Louis, Athene Toeschouwers: 4.512 Scheidsrechter: Felix Zwayer (GER) |

|                                                                        |         |                      |             | |
| 15 november EK-kwalificatie Groep J № 601 «onderlinge duels» 18:00 uur | Armenië | 0 – 1                | Griekenland | Republikeins Stadion Vazgen Sargsian, Jerevan Toeschouwers: 6.450 Scheidsrechter: Paweł Raczkowski (POL) |
| 15 november EK-kwalificatie Groep J № 601 «onderlinge duels» 18:00 uur |         | 35' Dimitris Limnios |             | Republikeins Stadion Vazgen Sargsian, Jerevan Toeschouwers: 6.450 Scheidsrechter: Paweł Raczkowski (POL) |

|                                                                        |                                             |       |                 |                                                                                                   |
| 18 november EK-kwalificatie Groep J № 602 «onderlinge duels» 20:45 uur | Griekenland                                 | 2 – 1 | Finland         | Olympisch Stadion Spyridon Louis, Athene Toeschouwers: 5.453 Scheidsrechter: Aleksej Jeskov (RUS) |
| 18 november EK-kwalificatie Groep J № 602 «onderlinge duels» 20:45 uur | Petros Mantalos 47' Kostas Galanopoulos 70' |       | 27' Teemu Pukki | Olympisch Stadion Spyridon Louis, Athene Toeschouwers: 5.453 Scheidsrechter: Aleksej Jeskov (RUS) |

EPO · A-internationals · Bondscoaches · Selecties · Grieks vrouwenelftal · Olympisch elftal · Griekenland U21 · Griekenland U20 · Griekenland U19 · Griekenland U18 · Griekenland U17 · Griekenland U16
1920 – 1929 ·
1930 – 1939 ·
1940 – 1949 ·
1950 – 1959 ·
1960 – 1969 ·
1970 – 1979 ·
1980 – 1989 ·
1990 – 1999 ·
2000 – 2009 ·
2010 – 2019 ·
2020 − 2029
EK 1980 · 
EK 2004 · 
EK 2008 · 
EK 2012
WK 1994 · 
WK 2010 · 
WK 2014
OS 1920 · 
OS 1952 · 
OS 2004
1920 · 
1921–1928 · 
1929 · 
1930 · 
1931 · 
1932 · 
1933 · 
1934 · 
1935 · 
1936 · 
1937 · 
1938 · 
1939–1947 · 
1948 · 
1949 · 
1950 · 
1952 · 
1952 · 
1953 · 
1954 · 
1955 · 
1956 · 
1957 · 
1958 · 
1959 · 
1960 · 
1961 · 
1962 · 
1963 · 
1964 · 
1965 · 
1966 · 
1967 · 
1968 · 
1969 · 
1970 · 
1971 · 
1972 · 
1973 · 
1974 · 
1975 · 
1976 · 
1977 · 
1978 · 
1979 · 
1980 · 
1981 · 
1982 · 
1983 · 
1984 · 
1985 · 
1986 · 
1987 · 
1988 · 
1989 · 
1990 · 
1991 ·
1992 · 
1993 · 
1994 · 
1995 · 
1996 · 
1997 · 
1998 · 
1999 · 
2000 · 
2001 · 
2002 · 
2003 · 
2004 · 
2005 · 
2006 · 
2007 · 
2008 · 
2009 · 
2010 · 
2011 · 
2012 · 
2013 · 
2014 · 
2015 · 
2016 · 
2017 · 
2018 ·
2019 ·
2020 ·
2021 ·
2022 ·
2023
Albanië ·
Argentinië ·
Armenië ·
Australië ·
België ·
Bolivia ·
Bosnië en Herzegovina ·
Brazilië ·
Bulgarije ·
Canada ·
Chili ·
Colombia ·
Costa Rica ·
Cyprus ·
Denemarken ·
DDR · 
Duitsland ·
Ecuador · 
Egypte ·
El Salvador ·
Engeland ·
Estland ·
Ethiopië ·
Faeröer ·
Finland ·
Frankrijk ·
Georgië ·
Ghana ·
Gibraltar ·
Honduras ·
Hongarije ·
Ierland ·
IJsland ·
Israël ·
Italië ·
Ivoorkust ·
Japan ·
Joegoslavië ·
Kameroen ·
Kazachstan ·
Kosovo ·
Kroatië ·
Letland ·
Libië ·
Liechtenstein ·
Litouwen ·
Luxemburg ·
Malta ·
Marokko ·
Mexico ·
Moldavië ·
Montenegro ·
Nederland ·
Nieuw-Zeeland ·
Nigeria ·
Noord-Ierland ·
Noord-Korea · 
Noorwegen ·
Oekraïne ·
Oostenrijk ·
Palestina ·
Paraguay · 
Polen ·
Portugal ·
Qatar ·
Roemenië ·
Rusland ·
San Marino ·
Saoedi-Arabië · 
Schotland ·
Senegal · 
Servië · 
Slovenië ·
Slowakije ·
Sovjet-Unie ·
Spanje ·
Syrië ·
Tsjechië ·
Tsjecho-Slowakije ·
Turkije ·
Verenigde Staten ·
Wales ·
Wit-Rusland · 
Zuid-Korea ·
Zweden ·
Zwitserland
Colombia (2014) · 
Costa Rica (2014) · 
Duitsland (2012) · 
Ivoorkust (2014) · 
Japan (2014) ·
Polen (2012) ·
Portugal (2004, 2) · 
Rusland (2008) ·
Rusland (2012) ·
Spanje (2008) ·
Tsjechië (2012) ·
Zuid-Korea (2010) ·
Zweden (2008)
AFC-zone: Afghanistan · Australië · Bahrein · Bangladesh · Bhutan · Brunei · Cambodja · China · Chinees Taipei · Filipijnen · Guam · Hongkong · India · Indonesië · Iran · Irak · Japan · Jemen · Jordanië · Koeweit · Kirgizië · Laos · Libanon · Macau · Maleisië · Maldiven · Mongolië · Myanmar · Nepal · Noord-Korea · Oezbekistan · Oman · Oost-Timor · Pakistan · Palestina · Qatar · Saoedi-Arabië · Singapore · Sri Lanka · Syrië · Tadjikistan · Thailand · Turkmenistan · Verenigde Arabische Emiraten · Vietnam · Zuid-Korea

CAF-zone: Algerije · Angola · Benin · Botswana · Burkina Faso · Burundi · Centraal-Afrikaanse Republiek · Comoren · Congo-Brazzaville · Congo-Kinshasa · Djibouti · Egypte · Equatoriaal-Guinea · Eritrea · Ethiopië · Gabon · Gambia · Ghana · Guinee · Guinee-Bissau · Ivoorkust · Kaapverdië · Kameroen · Kenia · Lesotho · Liberia · Libië · Madagaskar · Malawi · Mali · Mauritanië · Mauritius · Marokko · Mozambique · Namibië · Niger · Nigeria · Oeganda · Rwanda · Sao Tomé en Principe · Senegal · Seychellen · Sierra Leone · Soedan · Somalië · Swaziland · Tanzania · Togo · Tsjaad · Tunesië · Zambia · Zimbabwe · Zuid-Afrika · Zuid-Soedan 

CONCACAF-zone: Amerikaanse Maagdeneilanden · Anguilla · Antigua en Barbuda · Aruba · Bahama's · Barbados · Belize · Bermuda · Britse Maagdeneilanden · Canada · Kaaimaneilanden · Costa Rica · Cuba · Curaçao · Dominica · Dominicaanse Republiek · El Salvador · Frans Guyana · Grenada · Guadeloupe · Guatemala · Guyana · Haïti · Honduras · Jamaica · Martinique · Mexico · Montserrat · 
Nicaragua · Panama · Puerto Rico · Saint Kitts en Nevis · Saint Lucia · Saint Vincent en de Grenadines · Sint Maarten · Suriname · Trinidad en Tobago · Turks- en Caicoseilanden · Verenigde Staten

CONMEBOL-zone: Argentinië · Bolivia · Brazilië · Chili · Colombia · Ecuador · Paraguay · Peru · Uruguay · Venezuela

OFC-zone: Amerikaans-Samoa · Cookeilanden · Fiji · Nieuw-Caledonië · Nieuw-Zeeland · Papoea-Nieuw-Guinea · Samoa · Salomoneilanden · Tahiti · Tonga · Vanuatu

UEFA-zone: Albanië · Andorra · Armenië · Azerbeidzjan · België · Bosnië en Herzegovina · Bulgarije · Cyprus · Denemarken · Duitsland · Engeland · Estland · Faeröer · Finland · Frankrijk · Georgië · Gibraltar · Griekenland · Hongarije · IJsland · Ierland · Israël · Italië · Kazachstan · Kosovo · Kroatië · Letland · Liechtenstein · Litouwen · Luxemburg · Macedonië · Malta · Moldavië · Montenegro · Nederland · Noord-Ierland · Noorwegen · Oekraïne · Oostenrijk · Polen · Portugal · Roemenië · Rusland · San Marino · Schotland · Servië · Slovenië · Slowakije · Spanje · Tsjechië · Turkije · Wales · Wit-Rusland · Zweden · Zwitserland